# 间苯二甲酸
间苯二甲酸是苯二甲酸异构体中的一个，也称m-苯二甲酸，化学式为m-C6H4(COOH)2，苯环上取代的两个羧基处于间位。
间苯二甲酸可通过用铬酸氧化间二甲苯，或者甲酸钾与间羧基苯磺酸钾、间溴苯甲酸钾熔融反应得到。用间溴苯甲酸钾反应时还会生成对苯二甲酸。
间苯二甲酸的钡盐六水合物易溶于水，可用于区分间苯二甲酸与邻苯二甲酸、对苯二甲酸。5-甲基间苯二甲酸俗称“乌韦特酸”（Uvitic acid），可由均三甲苯氧化，或用氢氧化钡水溶液处理丙酮酸制得。